# Regimentul 2 Linie Infanterie
Regimentul 2 este una dintre primele unități militare românești și a luat ființă la data de 12 iunie 1830 constituindu-se din vitejii panduri ai lui Tudor Vladimirescu. De-a lungul timpului a suferit mai multe transformări organice precum și numeroase redenumiri cauzate de restructurări ale sistemului militar românesc. Tradițiile de luptă ale acestei structuri au fost continuate de Regimentul 2 Linie, Regimentul 2 Infanterie, Regimentul 2 „Romanați” nr. 19, Regimentul 19 Infanterie, Regimentul 19 Mecanizat „Ziridava”, Brigada 19 Mecanizată „Ziridava” pentru ca în prezent ele să fie moștenite de Batalionul 191 Infanterie "Colonel Radu Golescu".

## Premise
Deși anul 1830 este considerat anul de naștere al armatei române moderne, preocupări în acest sens au existat în ambele principate române, după 1821. Boierii munteni cereau, încă din decembrie 1822, să se permită crearea unei „gărzi naționale”, cu efective cât „ar cere siguranța țării”. Boierii din Moldova arătau, doi ani mai târziu, stringența făuririi unui corp permanent, compus din 4000-5000 de oameni, ca o „miliție permanentă”, „o armie națională îndestulă spre a apăra patria de orice primejdie”.
Într-un memoriu din 1829, de o „extraordinară îndrăzneală”, după aprecierile lui Nicolae Iorga, se avansa propunerea ca „Valahia și Moldavia să se împreune și să facă amândouă un prințipat”, iar „cârmuirea acestor întrupate provinții să fie slobodă a-și face cel puțin 25000 de oaste regulată după tactica evropienească, pentru paza sa, cea dinăuntru și din afară, și o flotilă măcar de 25 de vase într-armate, iarăși evropienească, pentru siguranța negoțului său de pe Dunăre”.
Deși Poarta Otomană și celelalte imperii limitrofe au descurajat asemenea inițiative, atât în Muntenia cât și în Moldova s-au constituit corpuri de oaste, în speranța unor reglementări ulterioare. Astfel, în Oltenia, s-a constituit în iunie 1829 un corp de 3000 de ostași, în special panduri, iar în toamna aceluiași an un corp asemănător a apărut și în Moldova. Surse diplomatice austriece își exprimau temerea că aceste trupe permanente și organizate ar putea crește rapid, până la 6000 de oameni și 12 tunuri în Moldova și până la 12000 de oameni și 24 de tunuri în Muntenia.
Cu alte cuvinte, prevederile Tratatului de la Adrianopol din 2/14 septembrie 1829 și ale Regulamentului Organic nu au făcut decât să legifereze o stare de fapt existentă pe care marile puteri suverane și protectoare nu o puteau ignora. În baza acestor acte politice internaționale se convenea ca Moldova și Muntenia să poată organiza „un număr de gardă înarmată” care să asigure serviciul „caractinelor”, să supravegheze „siguranța frontierelor”, să contribuie la menținerea „bunei ordini în orașe și sate”, ca și executarea legilor și regulamentelor. Așa s-a constituit, în 1830, „straja pământească”.
Astfel, la 12.06.1830 se constituie primele unități ale „armatei pământene” – trei regimente mixte de infanterie și cavalerie în Țara Românească și un regiment mixt în Moldova. Unul dintre acestea este Regimentul 2 înființat la București din vitejii panduri ai lui Tudor Vladimirescu. Regimentul 2 se distinge încă de la început având cinstea ca în tabăra de la Craiova, unde a cantonat întreaga armată a Țării Românești, să defileze primul în fața marelui spătar Dimitrie Ghica. Compunere: 2 batalioane x 4 companii („roate”) x 2 plutoane x 6 grupe („despărțituri”) și 2 escadroane de cavalerie („călăreți”) x 3 plutoane x 4 grupe („secțiuni”). Efectiv: 1500 de oameni.

## Istoric

### Începuturile
- 1831 – Este dislocat la Ploiești, cu un batalion la Focșani și unul la Pitești, având companiile dispuse în 12 județe. Primii comandanți de batalioane, Mr. Radu Golescu și Mr. Cristian Tell. Primele misiuni – pază și ordine, cordon sanitar pentru limitarea epidemiei de holeră.
- 1847 – Participă la stingerea incendiului care a devastat Bucureștiul. Cp. 3 I. lichidează o bandă de tâlhari la podul de pe brațul Borcea (Dunăre).
- 1848 – Spațiu de competență: Călărași – Brăila – Giurgiu.

### Revoluția de la 1848
- 19.06.1848 – Chemate de domnitorul Ghica să înăbușe mișcarea revoluționară, subunitățile regimentului refuză ordinul jurând că nici unul „nu va da într-un frate al său”.
- 15.07.1848 – În toate garnizoanele regimentului se depune jurământul de loialitate față de revoluție.
- 13.09.1848 – Regimentul 2, cantonat încă de la 05.07.1848 cu 5 companii în cazarma Dealul Spirii, primește primul Drapel de luptă având culorile roșu, galben și albastru, așezate vertical și înscrisul „Dreptate și Frăție”. În această zi de sărbătoare, pentru Regimentul 2 începe lupta cu trupele turcești venite să înăbușe revoluția română. 600 de ostași din Regimentul 2 împreună cu Compania a 7-a din Regimentul 1 Linie Infanterie (150 militari) și Compania de pompieri (166 militari) se opun otomanilor, pricinuindu-le 158 de morți și ≈400 de răniți; pierderile ostașilor români fiind 48 de morți și 57 de răniți), înscriind memorabilul episod cunoscut în istoria României ca Bătălia din Dealul Spirii. Cade eroic la datorie, apărând drapelul, soldatul Stan Strîmbeanu.[5]
- 1860 – Prin ordinul nr. 63 al domnitorului Alexandru I. Cuza, regimentelor de infanterie li se dă denumirea de „Regimente de linie”.
- Regimentul 2 Linie este transferat din garnizoanele sale din Muntenia, în Moldova, la Galați și Bolgrad, iar apoi la Iași, Botoșani și Bârlad.
- 1862 – Regimentul 2 Linie este mutat la Craiova cu subunitățile dislocate la: Turnu-Severin, Calafat, Bechet și Turnu Măgurele.
- 01.09.1863 – Pe platoul Cotrocenilor, Regimentul 2 Linie primește din mâinile domnitorului Al. I. Cuza drapelul de luptă.
- 1865 – Regimentul 2 Linie este încadrat în Divizia 3 Teritorială Craiova.
- 14.10.1874 – Pe câmpul de la Băneasa, în baza Ordinului de zi pe oaste nr. 2359, publicat în „Monitorul oastei” nr. 26 din 24.10.1874, unitatea primește un nou drapel de luptă cu care va lupta în Războiul de Independență.
- Octombrie 1876 – Divizia 3 Teritorială (și Regimentul 2 Linie) este dislocată în zona Galați – Brăila.

### Războiul de independență
- 06.04.1877 – Este decretată mobilizarea armatei române. Regimentul 2 Linie rămâne în compunerea Diviziei 3 Teritorială care trece în subordinea Corpului 2 Armată.
- 25.04.1877 – Regimentul 2 Linie este dislocat la Giurgiu.
- 28.04.1877 – Regimentul 2 Linie primește ordin de dislocare la Băilești, unde se deplasează pe jos.
- 23.05.1877 – Ajunge la Băilești și intră în dispozitiv de luptă pe linia Dunării.
- 23.07.1877 – Prin Înaltul O.Z. nr. 36, Divizia 3 Infanterie (și R. 2 L.) intră în componența Armatei de Operații, alături de Divizia 4 Infanterie și D. Rezervă.
- 12-16.08.1877 – Începe bătălia Plevnei. Regimentul 2 Linie rămâne cu un batalion între Opanez și Verbița în avanposturi, cu un batalion în coloana de susținere pus sub comanda                col. Alexandru Gramont. După trei atacuri succesive peste Valea Plângerii cucerește reduta Grivița 1.
- 07.10.1877 – Începe atacul asupra Griviței 2, trupele române închizând cercul în jurul Plevnei.
- 24.11.1877 – Batalionul 1 acționează în zona Vid.
- 25.11.1877 – Regimentul 2 Linie acționează în direcția Bucov și cucerește reduta Vid, ia 36 prizonieri, intră în oraș, participă la acțiunea de capitulare a lui Osman Pașa.
- 05.12.1877 – Corpul de vest formează cinci mari unități printre care Divizia 4 Infanterie în compunerea căreia intră Regimentul 2 Linie. Regimentul primește sector de front de la Dunăre până în dreptul satului Tatargic.
- Februarie 1878 – Pe platoul de la Băneasa, în prezența trupelor din București, Drapelul     Regimentului 2 Linie este decorat cu medaliile Trecerea Dunării și Apărătorii Independenței. Războiul de Independență este câștigat cu prețul vieții a 10.000 de ostași. În noua organizare de pace, în baza Înaltului Decret nr. 1840 din 29 iulie 1878, Regimentul 2 Linie intră în compunerea Diviziei 2 Infanterie. Toamna lui 1878 – participă în zona Slatina la amenajarea râului Olt.
- 18.10.1878 – Se pune în marș spre Călărași și se instalează în cantonamente pe malul drept al Dunării.
- 18.02.1879 – Este redislocat în garnizoana Iași.
- 28.10.1879 – Revine în București fiind cantonat în Cazarma „AL. I. Cuza”.
- 28.05.1882 – Regimentul 2 Linie și Regimentul 19 Dorobanți se găsesc în compunerea Diviziei 1 Infanterie, Corpul 1 Armată de la Craiova, Babadag, Caraomer și Mangalia.
- 1884 – În garnizoana Craiova.
- Martie 1887 – Din nou în sudul Dobrogei la Adamclisi și Ostrov.
- 24.05.1887 – Se întoarce la Craiova unde rămâne până în iulie 1891.
- 11.07.1891 – Prin Înaltul Decret nr. 2329, Regimentul 2 Linie se unește cu Regimentul 19 Dorobanți formând Regimentul 2 „ROMANAȚI” nr. 19 I. Regimentul 19 Dorobanți s-a format din B. 1 Romanați în aprilie 1880 cu reședința în Caracal. La contopirea cu Regimentul 2 Linie, Regimentul 19 Dorobanți avea o vechime atestată de 11 ani care avea să se adauge istoriei de peste 60 de ani a Regimentul 2 Linie. Unitatea nou formată avea un batalion permanent la Caracal și două batalioane cu schimbul.
- 1891, 1895, 1896 – Participă la marile manevre din jurul Bucureștiului și desfășoară instrucția în tabere; se reorganizează.
- Noiembrie 1898 – Prin Înaltul Decret nr. 1693 se structurează pe 3 batalioane organizate identic, cu trupă permanentă și cu schimbul.
- 01.11.1899 – Asigură paza localității Ocnele Mari.
- 01.12.1899 – Este deplasat către zona de sud, repartizându-i-se sectorul de graniță     Corabia – Dăbuleni inclusiv.
- 16.09.1901 – O companie, cu drapelul de luptă, în frunte cu comandantul regimentului, participă la București la dezvelirea Monumentului pompierilor.
- 05.05.1902 – Prin Înaltul Ordin de Zi este considerat cel mai bun corp (regiment) al armatei române.
- 1906 – Este organizat pe 3 batalioane – B. 1 I. – B. 2 permanente, B. 3 cu schimbul.
- 10.09.1906 – Se concentrează la Brosnița participând cu succes la marile manevre din septembrie.
- 26.10.1908 – Regimentul se constituie pe 3 batalioane permanent.
- 1909, 1910 – Participă la mari manevre în zona Balci – Piatra Olt.
- 1911 – Aurel Vlaicu zboară cu  un aparat construit de el și execută misiuni de cercetare în sprijinul armatei – prima misiune de acest fel din istoria armatei române.

### Primul Război Mondial
- 14.06.1914 – Se dezlănțuie cea mai mare conflagrație pe care o cunoaște omenirea până atunci. Regimentul intensifică pregătirea de luptă a trupelor și desfășoară concentrări de instruire a rezerviștilor.
- 14-15.08.1916 – În baza Înaltului Decret nr. 2784 s-a trecut la aplicarea planului de mobilizare generală a armatei române.
- 20.08.1916 – Regimentul 2 „ROMANAȚI” nr. 19 încadrat în Divizia 2 Infanterie, inițial în rezerva Armatei 1, complet mobilizat, se pune în mișcare pe direcția Craiova - Bumbești cu Batalionul 3 Infanterie (cu Batalionul 4 Infanterie ocupă o poziție de apărare pe frontiera de sud).
- 22.08.1916 – Ocupă dispozitivul ordonat în defileul Bumbești - Livezeni, dar primește ordin să se deplaseze în Dobrogea, unde inamicul (la 21.08.1916) cucerise capul de pod Turtucaia.
- 01.11.1916 – Regimentul 2 „ROMANAȚI” nr. 19 debarcă în gara Cernavodă și afluiește spre linia de luptă.
- 03.11.1916 – Atacă cu toate forțele inamicul aflat în localitățile Aliman, Poluci, Vlahioi. Cad la datorie 2 ofițeri și 60 de ostași, iar alți 19 ofițeri și 414 ostași sunt răniți.
- 04.11.1916 – Atacă tranșeele inamicului la Coada Baciului și Cinghineia. Din nou un bilanț dureros: 4 ofițeri și 570 ostași cad la datorie. Regimentul rămâne în front cu 37 ofițeri și 1857 ostași din totalul de 65 de ofițeri și 3361 ostași cât avusese la începutul campaniei. Continuă lupta în zona Irvinez – Mulciova.
- 06.10.1916 – Trupele române sunt obligate să se replieze, evacuând orașul Constanța și organizând capul de pod în zona Cernavodă.
- 11-12.10.1916 – Regimentul luptă cu îndârjire retrăgându-se spre Măcin. Din forțele rămase se organizează 2 D. – 2/5 și 9/19, Regimentul 2 „ROMANAȚI” nr. 19 făcând parte din D. 2/5 I.
- 25.10.1916 – Trece Dunărea la Brăila și se dispune pentru refacere la Ianca. Regimentul 2 „ROMANAȚI” nr. 19 cu Regimentul 3 Infanterie, din forțele rămase, formează temporar o singură unitate, R.3/19 I., sub comanda lt.col. Gheorghe Florescu –comandantul Regimentului 2 „Romanați” nr. 19. Batalionul 4 Infanterie rămas pentru apărarea frontierei Dunării, intră în luptă la Cricov.
- 17.11.1916 – R. 3/19 I. îmbarcă în gara Făurei și se deplasează spre gara Bascov – Est Pitești, unde ajunge la 22.11.1916.
- 24.11.1916 – În cadrul D. 2/5 intră în dispozitiv de apărare pe Olt (între Drăgășani și Valea Topologului) zădărnicind acțiunile D. 301 Germane.
- 26-27.11.1916 – D. 2/5 și D. 9/19 se concentrează la Titu formând „un grup de manevră” care acționează pe direcția Alexandria – Zimnicea.
- 27.11.1916 – R. 3/19 se deplasează prin luptă pe direcția Costești – Drăgănești cu misiunea de a face siguranța grupelor de manevră.
- 29.11.1916 – Atacă și nimicește un escadron german în satul Cătunu continuând marșul pe direcția București – Flămânda.
- 01.12.1916 – Duce lupte grele în satul Tunari. În pădurea Grozea sunt uciși în luptă 2 ofițeri și 300 ostași din regiment.
- 02.12.1916 – R. 3/19 I. intră în subordinea Bg. 4/32. Se retrage din luptă pe direcția Ghimpați, Matei Basarab – Bila. Asigură retragerea trupelor D. 2/5 și 3/19 peste râul Neajlov. Drapelul de luptă este sfârtecat de un obuz. Port-drapelul plt.maj. Stoica Mihail se retrage cu rămășițele drapelului spre localitatea Bragadiru. Trupele române sunt obligate să înceapă, la ordin, retragerea generală. R. 3/19 I. se retrage pe aliniamente succesive până la Tecuci, de unde începe deplasarea pentru refacere în pădurea Bîrnova, lângă Iași.
- 21.12.1916 – Se încheie și cel mai dureros episod al primei campanii a războiului de întregire. La Bîrnova epidemia de tifos face ravagii în rândurile populației civile și ale armatei.
- Aprilie 1917 – Practic abia acum începe refacerea unității. Regimentul, sub denumirea de Regimentul 19 Infanterie, intră în componența Diviziei 2 Infanterie / Corpul 1 Armată. Este organizat pe 3 batalioane de infanterie x 3 Companii de infanterie + 1 Companie Mitraliere cu 8 piese. Batalionul 1 Infanterie și Batalionul 2 Infanterie includ veteranii din campania anului 1916. Batalionul 3 Infanterie este format din voluntari din Transilvania și Bucovina.
- 13.08.1917 – Regimentul 19 Infanterie este dislocat pe frontul Mărăști - Mărășești, în rezerva Diviziei 2 Infanterie, la dispoziția comandantului Armatei 1 Române.

Batalionul 1 Infanterie03.11.1917 – Este introdus în luptă între Vranița și Muncel, având indicativul „TRĂZNET”
- 19.11.1917 – Consolidează poziția Bg. 4 I. din care face parte, contribuind la finalizarea bătăliei Mărășeștilor. Pentru luptele purtate la Vranița - Muncel este citat pe O.Z. nr. 105 al Diviziei 2 Infanterie și în O.Z. al Armatei 1 Române de către Gl. Eremia Grigorescu – el însuși fost ofițer cu ani în urmă în Regimentul 2 „Romanați” nr. 19.
- 13.04.1918 – Este dispus în localitatea Tudor Vladimirescu.
- Octombrie 1918 – Este remobilizat și dislocat la Piatra Neamț.
- 25.04.1919 – 3 locotenenți și 250 soldați intră în compunerea Regimentului 5 Vânători formând unitatea ce pătrunde în Ardeal pe la Bicaz și își stabilește garnizoanele la Arad și Pecica. Bilanțul participării regimentului în campania din 1916-1917 înscrie căzuți pe câmpul de onoare 17 ofițeri, 15 subofițeri, 2890 soldați, iar răniți 38 de ofițeri, 20 de subofițeri și 700 de soldați.

### Perioada interbelică
- Aprilie – Mai 1919 – Își reia denumirea de Regimentul 2 „Romanați”nr. 19, rămâne în subordinea Diviziei 2 Infanterie  și îndeplinește diferite misiuni în Moldova.
- 25.05.1919 – Ajunge la Caracal după ce parcurge pe jos itinerariul: Bacău – Ghimes –Palanca – Brașov - Cîineni.
- 25.06.1919 – Este din nou mobilizat, plecă în Banat, zona Orșova, unde îndeplinește misiuni de acoperire a frontierei de-a lungul Dunării, fiind subordonat Comandamentului Trupelor din Transilvania, comandat de generalii Traian Moșoiu și Gheorghe Mărdărescu.
- 03.01.1922 – Revine cu toate forțele la Caracal.
- 12.04.1923 – Conform ordinului Marelui Stat Major nr. 1674, trece în subordinea     Diviziei 11 Infanterie.
- 03.08.1923 – Desființându-se Regimentul 59 Infanterie, ia în evidență noi ofițeri și trupe. Începe un amplu proces de instrucție, dotare, organizare, participă la mari aplicații, este inspectat, obține aprecieri excelente.
- 09.05.1929 – Primește un nou drapel de luptă.
- 16.06.1930 – Sărbătorește centenarul la Caracal, prilej cu care lt.col. Florescu Pavel a editat o micromonografie a regimentului.
- 30.08.1940 – După aflarea verdictului de la Viena, ostașii Regimentul 2 „Romanați” nr. 19, cer cu fermitate să meargă la luptă pentru apărarea integrității României.

### Al Doilea Război Mondial

#### Luptele din România
- 01-05.06.1941 – Își recapătă denumirea de Regimentul 19 Infanterie și rămâne în subordinea Diviziei 11 Infanterie. Se mobilizează și se pregătește pentru războiul de reîntregire a țării împotriva Rusiei sovietice.
- 12.06.1941 – Primește ordin de deplasare la Goimănești. La 22.30 primește ordin și trece Prutul în Basarabia pe la Drimleni – Albița.
- 07.07.1941 – Atacă pe direcția Zeușeni – Cărpineni – Sărata – Golburi. Între orele 14.30  - 19.30 în urma unui bombardament sovietic moare comandantul Companiei 2 Infanterie,  cpt. Mihălescu Dumitru și 17 soldați; au fost 25 răniți și 2 dispăruți. Ritm ofensiv susținut, manevre largi de forțe și mijloace, se consemnează pierderi zilnice la toate subunitățile.
- 18.07.1941 – Regimentul 19 Infanterie ajunge la S.E. Tighina.
- 01.08.1941 – Din raionul Căușenii Noi – Gârbova trec Nistrul pe Gura Bîcului și continuă lupta pe direcția Volintri - Odessa.
- 16.11.1941 – Participă la luptele pentru eliberarea Odessei.
- 16.11.1941 – 15.08.1944 – În cadrul Diviziei 11 Infanterie intră în subordinea C. 7 A. German continuând campania în Est, spre Stalingrad.
- 23.08.1944 – 29.08.1944 – Batalionul 1 Infanterie (regrupat deja la Caracal) cu efective din partea sedentară se deplasează cu trenul la București și luptă în zona Pd. Băneasa, Fabrica de zahăr Chitina. Batalionul 2 Infanterie acționează în portul Constanța pentru salvarea navelor românești. Batalionul 3 Infanterie în curs de reorganizare în garnizoana Caracal.
- 30.08.1944 – Primește ordin de îmbarcare și se deplasează cu o singură garnitură până la Mediaș, de unde străbate 31 km pe jos până la aliniamentul Ambus – Pârcișoara, unde trece la apărare.
- 06.09.1944 – Respinge atacul D. 8 Cv. SS germană între Târnova Mică și Mureș. Este introdus în luptă pe direcția Subpădure – Giuluș – Ogra.
- 14.09.1944 – După lupte grele Batalionul 1 Infanterie  pătrunde în satul Ogra. Ca urmare a pierderii mari suferite de Regimentul 19 Infanterie este scos din prima linie și trecut în refacere.
- 23.09.1944 – Este din nou introdus în luptă pentru forțarea Mureșului. În câteva minute sunt uciși 9 soldați, răniți 3 ofițeri și 36 soldați.
- 27.09.1944 – După 8 atacuri cu pierderi foarte mari reușește să cucerească dealul Negrici, cotele de 210 și 417. După atacuri repetate, regimentul mai rămâne cu 11 ofițeri și 148 de ostași valizi în cele 20 de zile de cât au durat luptele pentru eliberarea localităților Ogra și Oarba de Mureș.
- 07.10.1944 – Regimentul 19 Infanterie intră în subordinea C. 6 A.
- 09.10.1944 – Ocupă un raion în jurul fermei Făget de unde se pornește în marș spre Cojocna pe itinerarul Câmpia Turzii – Viișoara. Forțează din mișcare Someșul Mic, eliberează Bonțida, Cristur și intră în marea Poartă a Someșului, eliberează cu pierderi însemnate zona Oarța de Jos, apropiindu-se rapid de Satu Mare.
- 19-20.10.1944 – Duce lupte pentru eliberarea localității Sandra. Batalionul 2 Infanterie eliberează localitățile Gerăușa - Mediva.
- 25.10.1944  14.30 – Ajunge, prin lupte, pe frontiera de nord-vest a României.
- 29.10.1944 – Regimentul 19 Infanterie este citat pe O.Z. nr.392 bis al Armatei a 4-a Române.

#### Luptele din Ungaria
- 31.10.1944 – Luptă în cadrul D. 11 I. / C. 2 A., A. a 4-a. După ce forțează canalul Craszna, eliberează localitatea Kisvada.
- 05.11.1944 – Începe lupta pentru forțarea Tisei și realizarea capului de pod de pe Tiszalok.
- 11.11.1944 – După lupte grele cucerește capul de pod și este retras din prima linie pentru refacere. Cad la datorie 16 ofițeri, 18 subofițeri și 266 ostași. Regimentul 19 Infanterie este citat pe O.Z. al Diviziei 11 Infanterie și Armatei a 4-a Române.
- 16.11-22.11.1944 – Luptă pentru eliberarea localității și înălțimilor Tokai, cucerește înălțimile și localitatea Mezozombar, înaintează pe direcția Szerenk. În această perioadă Regimentul 19 Infanterie are ca pierderi: 11 ofițeri, 13 subofițeri și 188 ostași.
- 15.12.1944 – Eliberează localitățile Pamlani și Jandk. Regimentul 19 Infanterie a acționat în Ungaria pe direcția principală de ofensivă a Diviziei 11 Infanterie, contribuind la eliberarea a 32 de localități, a capturat 610 prizonieri, însemnate cantități de armament și muniții.

#### Luptele din Cehoslovacia
- 20.12.1944 – Execută atacuri repetate pentru cucerirea cetății Turna. Regimentul 19 Infanterie se transformă în detașament de întoarcere în acțiunea „SERPENTINA” pentru deschiderea trecătorii peste muntele Semernika.
- 27.01-28.04.1945 – Cucerește localitatea Paloma și asigură flancul marilor unități aflate în ofensivă. Începe bătălia pentru Banska - Bistrika. Este atacat punctul de comandă al regimentului, moare comandantul col. Ionescu Paul, 4 ofițeri și 37 de ostași, 25 sunt grav răniți. Regimentul 19 Infanterie duce lupte grele pe aliniamente succesive pe Valea Hronului.
- 06.05.1945 – Atacă satul Stolka, unde se opune cu îndârjire.
- 08-12.05.1945 – Continuă lupta pentru zdrobirea rezistențelor inamicului pe direcția Otanovice, Bedigoste, se concentrează la Zubri (40 km de Praga). În cele 9 luni cât a luptat în Transilvania, Ungaria și Cehoslovacia, Regimentul 19 Infanterie a străbătut prin luptă 1400 km, în majoritatea timpului în PRIMA LINIE, cu un ritm mediu de 5 km/zi; a eliberat 40 de localități. Jertfele de sânge totalizează 4035 de morți, răniți și dispăruți. A fost citat de 8 ori în ordine de zi. 420 soldați au fost distinși cu ordine și medalii românești și străine.

### Perioada postbelică
- 12.05-09.06.1945 – Rămâne în raionul de concentrare la Zubri, unde desfășoară activități gospodărești, culturale, de verificare și întreținere a tehnici de luptă.
- 09.06.1945 – Începe deplasarea pentru întoarcerea în țară pe itinerarul Zubri – Bistrice – Miskoltz – Debretin – Oradea parcurgând pe jos 823 km în etape, (41 km/zi).
- 13.07.1945 03.40 – Intră în țară pe la punctul de frontieră Borș.
- 14.07.1945 20.00 – Intră în Oradea unde ostașii regimentului sunt primiți cu lacrimi de bucurie de către populația orașului.
- August 1945 – Regimentul 19 Infanterie este dislocat în garnizoana Bârlad.
- 11.08.1949 – Fuzionează cu Regimentul 10 Infanterie Cluj și trece în subordinea Diviziei 18 Infanterie.
- 27.11.1951 – Primește denumirea de Regimentul 293 Infanterie și intră în subordinea Diviziei 87 Infanterie.
- 1951 – 1956 – Își desfășoară activitatea în zonă de fortificații Gătaia (Banat).
- 10.10.1956 – Primește denumirea de Regimentul 106 Infanterie, care este dislocat în garnizoana Bistrița.
- 20.11.1958 – Se mută de la Bistrița în garnizoana Arad – Cetate, imediat după plecarea trupelor sovietice.
- Februarie 1959 – Își schimbă denumirea din Regimentul 106 Infanterie în Regimentul 19 Infanterie, reluându-și de drept numele și renumele care le-a avut.
- August 1959 – Primește ca număr de unitate – U.M. 01380 Arad, care va fi moștenit de Brigada 19 Mecanizată „ZIRIDAVA”.
- 25.10.1959 – Drapelul de luptă este decorat cu Ordinul „23 August” cls. a III-a, iar la 12 iunie 1980 cu ordinul „APĂRAREA PATRIEI” cls. a II-a.
- 1959 – 1989 – Își perfecționează structurile și baza materială. În 1961 obține locul 1 pe țară pentru cea mai bine întreținută cazarmă, iar în 1972 locul 2 pentru cea mai bună bază materială de instrucție. Își aduce aportul la eliminarea efectelor dezastruoase ale inundațiilor din 1970 și 1975. Participă la toate campaniile agricole din zona Aradului și din Balta Brăilei. Participă cu efective sporite pe marile șantiere ale țării: Combinatul Chimic Govora, Hidrocentrala Porțile de Fier I și II, Transfăgărășan, Canalele de navigație Dunăre – Marea Neagră și București – Dunăre, la refacerea orașului Zimnicea, după cutremurul din martie 1977, la construirea centrului civic al Capitalei.

### Perioada post-decembristă
- 17-20.12.1989 – Cu forțe de valoare B. I. este chemat la Timișoara pentru a asigura paza comandamentului Diviziei 18 Mecanizată, a Spitalului Militar și a Fabricii de Textile. Forțele regimentului sunt subordonate direct șefului Marelui Stat Major, Gl. Mr. Gușă Ștefan.
- 21.12.1989 10.00 – 10.02.1990 – Forțele Regimentului 19 Mecanizat fraternizează la Arad cu demonstranții aducându-și contribuția la înlăturarea dictaturii. Apără 13 obiective economico-administrative și instituții de importanță deosebită. Cadre din regiment participă la instalarea noilor organe ale administrației locale în județ. Pe timpul evenimentelor din luna decembrie 1989 și în împrejurări confuze, cad la datorie 4 militari în termen, iar 19 cadre și soldați sunt răniți.
- 01.06.1994 – Pe structurile regimentului se formează comandamentul Brigăzii 19 Mecanizată, în baza O.G. 3/24.01.1994.
- 01.03.1995 – În baza O.G. 2/1995 se înființează Brigada 19 Mecanizată „ZIRIDAVA” cu comandamentul, unitățile de brigadă și B. Tc. în Cetatea Aradului, B. 191 I. în ARAD – GAI, B. 256 I. în CHIȘINEU-CRIȘ, iar unitățile de artilerie în garnizoana INEU.
- 01.03.1995 - În baza O. G. Nr. 2/1995 al Ministerului Apărării Naționale privind finalizarea constituirii comandamentelor corpurilor de armată și intrarea în vigoare a compunerii la pace a luat ființă Batalionul 191 Infanterie "Colonel Radu Golescu". Batalionul s-a format  pe structura Batalionului 1 Infanterie al Regimentului 19 Mecanizat, fiind dislocat în Cazarma 718 „GAI”  ARAD.
- 09.05.1995 – Brigada 19 Mecanizată „ZIRIDAVA” primește noul Drapel de luptă în Piața Avram Iancu din Arad – moment festiv cu încărcătură patriotică deosebită.
- 30.05.1995 – Odată cu Brigada 19 Mecanizată “ZIRIDAVA”, batalionul intră în subordinea Corpului 5 Armată „General ION DRAGALINA”.

## Prezent
În urma reorganizării Armatei Române, prin desființarea Brigăzii 19 Mecanizată „Ziridava” la 30.06.2002, Batalionului 191 Infanterie „Colonel Radu Golescu” îi revine aleasa cinstire și marea răspundere de a continua glorioasele tradiții de luptă ale structurilor predecesoare: Regimentul 2 Linie (Infanterie), Regimentul 2 Infanterie, Regimentul 2 „Romanați” nr. 19, Regimentul 19 Infanterie, Regimentul 19 Mecanizat „Ziridava” și Brigada 19 Mecanizată „Ziridava”.

## Galeria Comandanților
DE LA REGIMENTUL 2 LINIE LA BRIGADA 19 MECANIZATĂ „ZIRIDAVA” 
| Grad    | Prenume    | Nume           | Perioada  |
| ------- | ---------- | -------------- | --------- |
| Col.    | EMANOIL    | BĂLEANU        | 1830-1831 |
| Col.    | IULIE      | ENGHEL         | 1831-1842 |
| Col.    | RADU       | GOLESCU        | 1842-1849 |
| Col.    | ION        | BOBOC          | 1849-1859 |
| Col.    | EMANOIL    | CULOGLU        | 1859-1863 |
| Col.    | IOAN       | LOGADI         | 1863-1968 |
| Col.    | GHEORGHE   | ANGELESCU      | 1868-1877 |
| Col.    | GHEORGHE   | MĂRCULESCU     | 1877-1883 |
| Col.    | ALEXANDRU  | PEIU           | 1883-1885 |
| Col.    | SERGHE     | VOINESCU       | 1885-1887 |
| Col.    | AUGUST     | GORJAN         | 1887-1889 |
| Col.    | ALEXANDRU  | BUDIȘTEANU     | 1889-1890 |
| Col.    | GRIGORE    | GIOSAN         | 1890-1891 |
| Lt.col. | TEODOR     | IATROPOL       | 1891-1891 |
| Lt.col. | PAVEL      | GUSTI          | 1981-1892 |
| Lt.col. | NICOLAE    | TĂTĂRESCU      | 1892-1892 |
| Lt.col. | MAGHERU    | ANASTASESCU    | 1892-1897 |
| Lt.col. | GHEORGHE   | CORVIN         | 1897-1904 |
| Lt.col. | CONSTANTIN | MISIRLIU       | 1904-1906 |
| Lt.col. | CLAUDIAN   | IONESCU        | 1906-1911 |
| Lt.col. | CONSTANTIN | SAVAPOL        | 1911-1915 |
| Lt.col. | MIHAIL     | DOBRUNEANU     | 1915-1916 |
| Lt.col. | GHEORGHE   | FLORESCU       | 1916-1916 |
| Lt.col. | MIHAI      | DOBRUNEANU     | 1916-1917 |
| Col.    | CONSTANTIN | MLADINESCU     | 1917-1917 |
| Col.    | ȘTEFAN     | IONESCU        | 1917-1918 |
| Col.    | GHEORGHE   | FLORESCU       | 1918-1919 |
| Col.    | GHEORGHE   | DOBROVICI      | 1919-1922 |
| Col.    | GHEORGHE   | GHEORGHIU      | 1922-1922 |
| Col.    | ION        | STĂNESCU       | 1922-1922 |
| Col.    | CORNELIU   | NEGULESCU      | 1922-1923 |
| Col.    | MARIN      | MARINESCU      | 1923-1930 |
| Col.    | DUMITRU    | TOMESCU        | 1930-1936 |
| Lt.col. | PAVEL      | FLORESCU       | 1936-1939 |
| Col.    | ILIE       | TÎNJALĂ        | 1939-1940 |
| Col.    | CONSTANTIN | VOICULESCU     | 1940-1942 |
| Col.    | GHEORGHE   | PETRULIAN      | 1942-1944 |
| Lt.col. | DUMITRU    | ȘTEFĂNESCU     | 1944-1944 |
| Col.    | GHEORGHE   | MOTOC          | 1944-1944 |
| Mr.     | LUCA       | MIHĂILESCU     | 1944-1944 |
| Col.    | GHEORGHE   | MOTOC          | 1944-1945 |
| Col.    | PAUL       | IONESCU        | 1945-1945 |
| Cpt.    | ION        | OANCEA         | 1945-1945 |
| Lt.col. | IOAN       | GEORGESCU      | 1945-1945 |
| Lt.col. | VIOREL     | MARGARIT       | 1945-1945 |
| Col.    | GHEORGHE   | CONSTANTINESCU | 1945-1945 |
| Lt.col. | VIOREL     | MARGARIT       | 1945-1945 |
| Col.    | GHEORGHE   | CONSTANTINESCU | 1945-1945 |
| Col.    | IOAN       | FULICEA        | 1945-1946 |
| Col.    | CONSTANTIN | PÎRVULESCU     | 1946-1947 |
| Col.    | CONSTANTIN | MESS           | 1947-1949 |
| Lt.col. | CONSTANTIN | ZAHEI          | 1949-1950 |
| Lt.col. | GHEORGHE   | IONESCU        | 1950-1951 |
| Mr.     | EUGEN      | STOICA         | 1951-1953 |
| Lt.col. | TRAIAN     | VIZITIU        | 1953-1954 |
| Mr.     | NICOLAE    | ȘERBAN         | 1954-1956 |
| Mr.     | IOAN       | HORTOPAN       | 1956-1956 |
| Mr.     | IOAN       | FRÂNCU         | 1956-1958 |
| Mr.     | GHEORGHE   | LAVRIC         | 1958-1963 |
| Lt.col. | GHEORGHE   | NIȚĂ           | 1963-1972 |
| Lt.col. | VASILE     | MAN            | 1972-1980 |
| Mr.     | IOAN       | PUIU           | 1980-1981 |
| Lt.col. | NICOLAE    | RĂDESCU        | 1981-1983 |
| Mr.     | ION        | CIOARĂ         | 1983-1986 |
| Mr.     | DUMITRU    | MARCU          | 1986-1990 |
| Mr.     | IOAN       | MEMETEA        | 1990-1998 |
| Col.    | MOISE      | IERCOȘAN       | 1999-2002 |

Comandanți ai Batalionului 191 Infanterie „Colonel Radu Golescu”
| Grad    | Prenume   | Nume     | Perioada  |
| ------- | --------- | -------- | --------- |
| Lt.col. | MOISE     | IERCOȘAN | 1995-1999 |
| Col.    | AVRAM     | CĂTĂNICI | 1999-2004 |
| Lt.col. | ALEXANDRU | SIMU     | 2004-2006 |
| Lt.col. | GRIGORE   | PĂȘCUȚĂ  | 2006-2009 |
| Col.    | IULIAN    | DANILIUC | 2009-2014 |
| Lt.col  | CLAUDIU   | TOPOR    | 2014-     |